# Modibo Diaby
Modibo Diaby (n. 18 iulie 2003, Sikasso, Mali) este un baschetbalist român originar din Mali care joacă pentru U Mobitelco Cluj și pentru echipa națională a României.